# کریمه الصقلی
کریمه الصقلی (۱۴ مارس ۱۹۶۳) خواننده مراکشی، ملقب به «بانوی آواز صوفی» است. او به دلیل تسلط بر مقام‌های مختلف ملودیک و اجرای برجسته اش در جشنواره‌های باستانی شهرت یافت.

## اجراهای قابل توجه
- خانه اپرای قاهره[۳]
- بیت الدین لبنان[۴]
- دانشگاه کالیفرنیا UCLA لس آنجلس
- موزه اسمیتسونین واشینگتن
- تئاتر مکس فیشر دیترویت میشیگان
- تئاتر داونی، لس آنجلس
- دانشگاه سوربن پاریس
- تئاتر کاخ یونسکو بیروت[۵]
- کاخ العظم و خانه اپرای دمشق[۶][۷]
- موزه سرسق، لبنان
- کاتارا قطر
- جشنواره مدینه
- ملودی از شرق دبی
- هنرهای زیبا بروکسل[۸]
- باربیکن سنتر لندن[۹]
- اسپولتو ایتالیا
- لاهه، هلند[۱۰]
- موزه موسیقی پراگ[۱۱]
- کاخ سلطنتی فرهنگ، امان، اردن
- جشنواره موسیقی مقدس فاس
- فرهنگ صوفیانه فاس
- جشنواره موازین رباط
- تئاتر محمد پنجم رباط
- آمستردام و روتردام
- تیمیتار آگادیر
- بهار فرهنگ و تابستان بحرین[۱۲]
- شهرداری وین
- کارتاژ تونس
- تئاتر بنیاد فرهنگی سلطان بن علی العویس - دبی[۱۳]
- تئاتر اصلی در مرکز فرهنگی الحسین، عمان، اردن
- آیسسکو رباط
- مرکز سن لوئیس، رم، ایتالیا
- سارایوو بوسنی
- سلطنت اپرای سلطنتی عمان
- فنلاند
- هند و نپال
- معبد لوکسور کارناک[۱۴]
- کانادا[۱۵]